# Augustinerkloster (Basel)
Das 1290 erstmals erwähnte Augustinerkloster in Basel wurde 1843/44 zum grössten Teil abgebrochen. Der Bau wurde bis zu dahin von der Basler Universität benutzt, nachdem ihn die Augustinereremiten 1528 verlassen hatten. An seiner Stelle steht das 1849 eröffnete Museum an der Augustinergasse.

## Bau und Nutzung

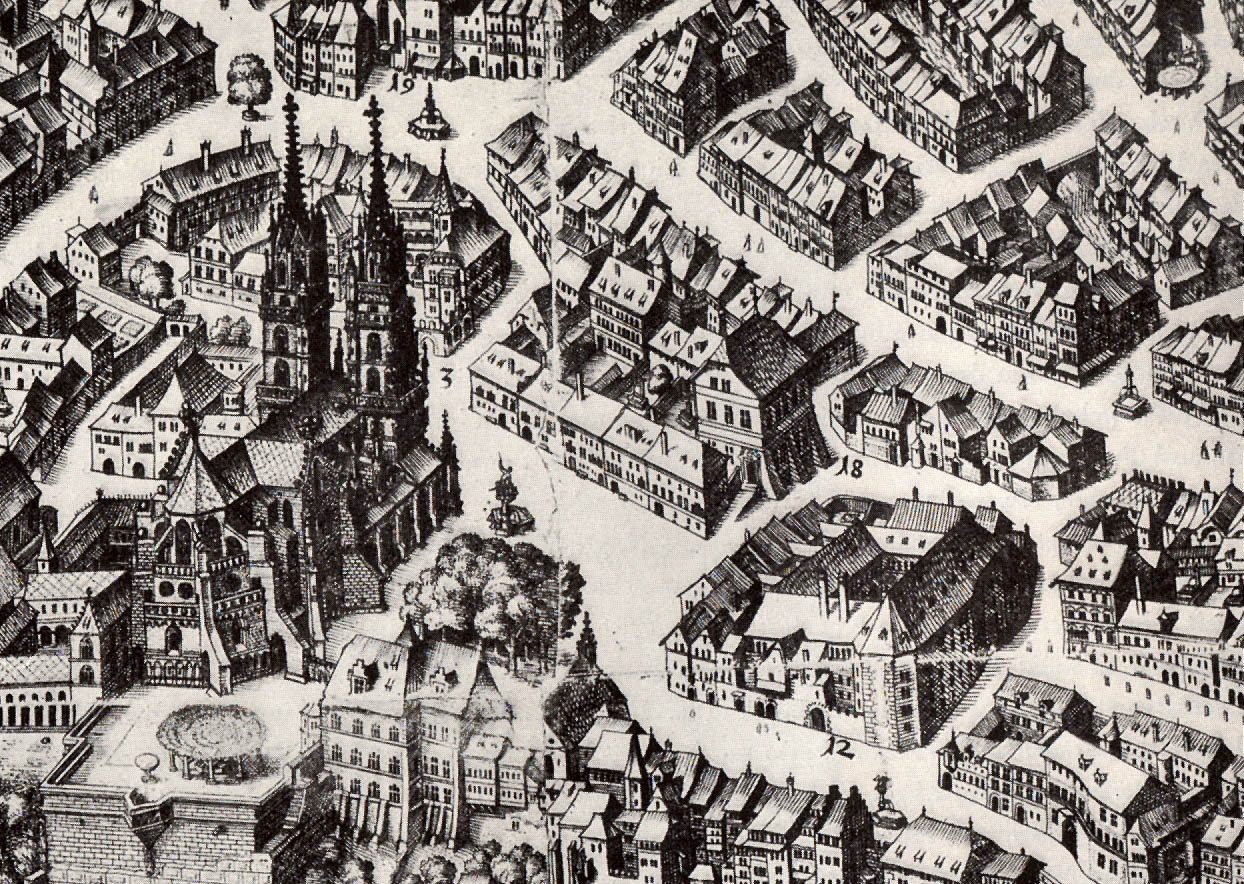
Ausschnitt aus dem Basler Vogelschauplan von Matthäus Merian, Münsterplatz und angrenzende Strassen. Das Augustinerkloster befindet sich im unteren rechten Bildviertel, mit der Ziffer «12» markiert.

1276 liessen sich Augustinereremiten nahe dem Münsterplatz an der damaligen «Spiegelgasse» nieder, die später nach ihnen Augustinergasse benannt werden sollte. Die früheste schriftliche Nachricht von ihrem Kloster stammt aus dem Jahr 1290, aber ihr Grundstückserwerb dauerte noch bis 1340 an. Der Gebäudekomplex schuf einen abgeschlossenen Klosterbezirk mit Innenhof. Die engen Platzverhältnisse führten zu einer Klosterkirche, die nur aus einem Hauptschiff und einem Seitenschiff bestand. Im Umfeld der Basler Reformation schloss das Kloster, in das bereits zuvor die Aussenwelt eingedrungen war, als bis 1521 der städtische Grosse Rat dort getagt hatte. 1528 traten der Prior und die fünf letzten Eremiten aus dem Orden aus und überschrieben den Besitz der Stadt Basel.
Die Basler Universität erhielt das ehemalige Kloster 1532 für ihre Zwecke. Sie richtete in den Konvents- und Betriebsgebäuden Unterrichtsräume, ein Heim für Stipendiaten («Alumneum») und einen Veranstaltungsraum («Prytaneum») ein. Die Universität benutzte bereits einen anderen Bau, der am Rheinsprung lag, einer vom Münsterhügel in die Talstadt hinab führenden Strasse in der Verlängerung der Augustinergasse. Aufgrund ihrer Lage erhielten die zwei Gebäude den Namen «Oberes Kollegium» (Augustinergasse) und «Unteres Kollegium» (Rheinsprung).
Das Obere Kollegium erscheint in der Anekdotensammlung Convivales sermones («Tischgespräche», publiziert 1541–1551) des Johannes Gast als Ort eines Essens mit Johann Georg Faust. Gast schreibt, dass Faust dort «seltene Vögel» auftischte und von einem Hund begleitet wurde, der zuweilen menschliche Form annahm und seinen Meister bediente. Die Erzählung ist eine der frühesten schriftlichen Erwähnungen Fausts.

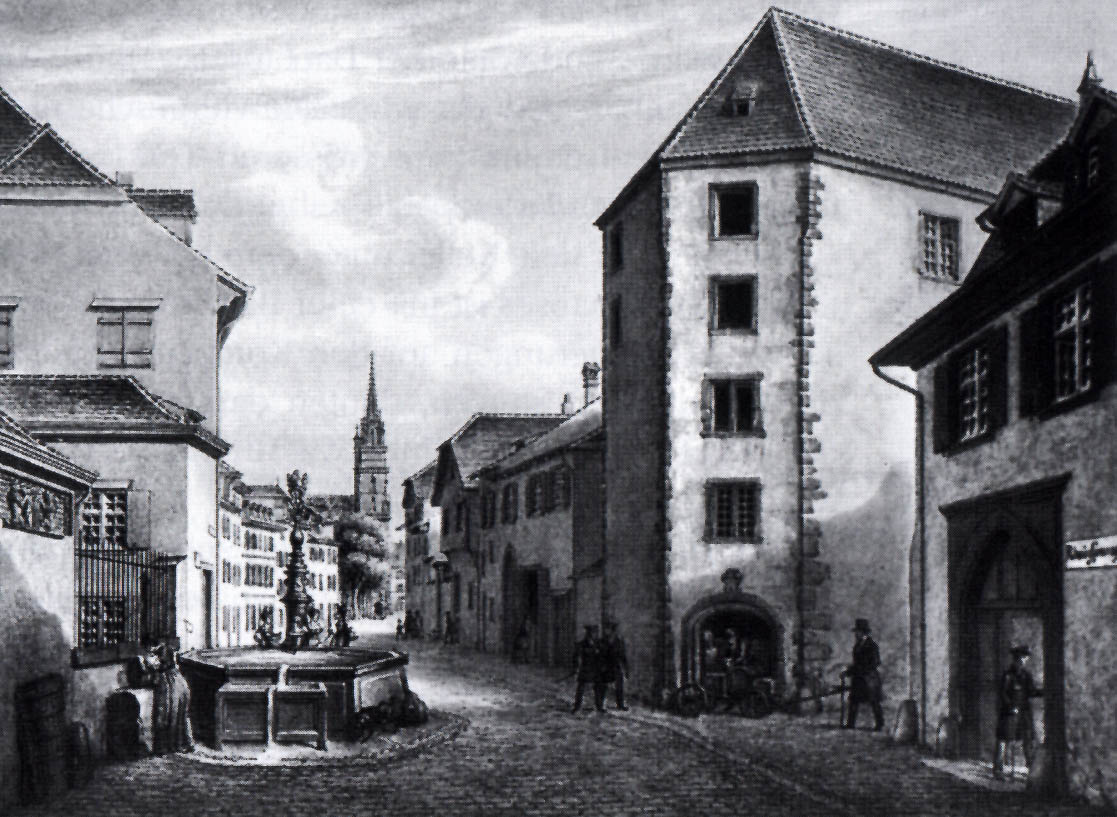
Blick vom Rheinsprung durch die Augustinergasse zum Münsterplatz, 1843. Im Hintergrund das Basler Münster, rechts das Augustinerkloster; der polygonale Chor der Klosterkirche ragt in die Strasse hinein.

Eine Nutzungserweiterung des Oberen Kollegiums geschah durch das «Collegium musicum», das die erste institutionelle musikalische Vereinigung (1692 gegründet) Basels war und im Oberen Kollegium auftrat. Der ehemaligen Klosterkirche erging es ähnlich wie der Basler Barfüsserkirche; sie diente nach dem Einbau von Zwischenböden als Lagerhalle und Fruchtschütte.
Im 19. Jahrhundert genügte das Obere Kollegium nicht mehr den Ansprüchen der Universität. 1836 begannen die Planungen für die Neuerstellung eines universitären Mehrzweckbaus, bestehend aus Vorlesungs-, Veranstaltungs-, Bibliotheks- und Museumsräumen, wobei letztere den Hauptteil ausmachten. Der schliesslich einfach «Museum» genannte Bau entstand ab 1844 und wurde 1849 eröffnet. Vor allem von der Klosterkirche wurde ein beträchtlicher Teil der Aussenmauern übernommen. In das Museum an der Augustinergasse zogen die öffentlichen Sammlungsbestände, die bis dahin im Haus zur Mücke untergebracht gewesen waren.